# Alexânia
Alexânia este un oraș în Goiás (GO), Brazilia.